# Kościół Bożego Ciała i św. Norberta w Opolu-Czarnowąsach
Kościół Bożego Ciała i św. Norberta – rzymskokatolicki kościół parafialny położony przy placu Kościelnym 3 w Opolu-Czarnowąsach. Świątynia należy do Parafii Bożego Ciała i św. Norberta w Opolu-Czarnowąsach w dekanacie Siołkowice, diecezji opolskiej. Dnia 2 kwietnia 1964 roku pod numerem 762/64 (A-B), kościół został wpisany do rejestru zabytków województwa opolskiego.

## Historia kościoła
Kościół parafialny w Czarnowąsach został zbudowany w połowie XIII wieku. W 1643 roku, w czasie wojny trzydziestoletniej, został spalony przez wojska szwedzkie, a już w 1653 roku, świątynia została odbudowana. Z tego okresu pochodzi wieża, którą wówczas dobudowano. W 1777 roku, z inicjatywy ówczesnego proboszcza ks. Hermana Kruschego, kościół przeszedł gruntowny remont i przebudowano go w stylu barokowym według projektu Jana Innocentego Töppera z Prudnika.

## Architektura i wnętrze kościoła

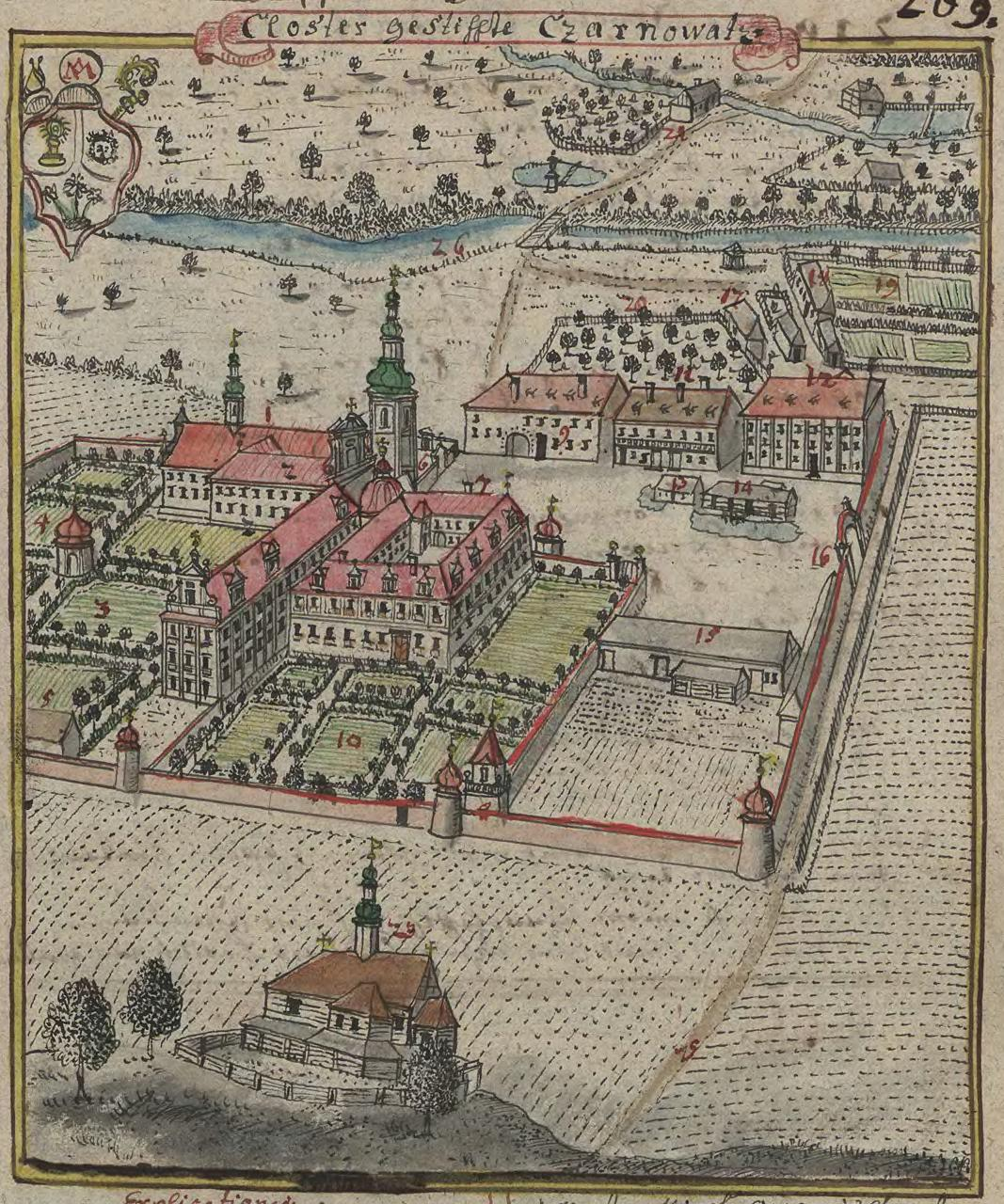
Klasztor w Czarnowąsach z kościołem w XVIII wieku

Trójprzęsłowe prezbiterium zamknięte jest prostą ścianą z zaokrąglonymi narożnikami. W przybudówce znajdują się dwie kruchty, z których jedna połączona jest z klasztorem. Od północnej strony kościoła, prostokątna zakrystia łączy się z kwadratową wieżą wypełniającą narożnik między prezbiterium i nawą. Od strony zachodniej, w dawny prostokątny korpus nawy została wbudowana węższa część o charakterze przedsionka z kruchtami po bokach. Wystrój wnętrza świątyni jest jednolity, barokowo-klasycystyczny, pochodzący z okresu przebudowy w 1777 roku. Ołtarz główny z sarkofagową mensą, na której znajduje się częściowo przekształcone tabernakulum z rzeźbami aniołów po bokach, grupą ukrzyżowania na drzwiczkach i barankiem eucharystycznym w zwieńczeniu. Retabulum przyścienne ujęte jest parami kolumn oraz rzeźbami św. Piotra, św. Mikołaja, św. Pawła i św. Augustyna. Środkową część ołtarza wypełnia obraz przedstawiający św. Norberta. Dwa ołtarze boczne są analogiczne, lewy z rzeźbami dwóch świętych norbertańskich i obrazem Wniebowzięcia NMP. Prawy natomiast, z rzeźbami dwóch zakonnic i obrazem św. Augustyna. Ambona udekorowana jest rzeźbami cnót i płaskorzeźbą Chrystusa Siewcy na parapecie oraz rzeźbą personifikacji wiary na baldachimie adorowanej przez anioły. W bocznej kaplicy znajduje się marmurowa chrzcielnica z XVIII wieku.

## Organy
Instrument wybudował Karl Spiegel. Pochodzący z 1784 roku prospekt organowy jest trójdzielny, z małymi organami pośrodku oraz dwoma dużymi po bokach. Cały prospekt posiada bogatą dekorację rokokowo-klasycystyczną z wazonami i kratownicami.
Dyspozycja instrumentu:
| Manuał I                     | Manuał II              | Pedał                 |
| ---------------------------- | ---------------------- | --------------------- |
| 1. Mixtur 2'                 | 1. Lliebl. gedeckt 16' | 1. Violonbass 16'     |
| 2. Rauschquinte 2 2/3' u. 2' | 2. Geigen principal 8' | 2. Subbass 16'        |
| 3. Octave 4'                 | 3. Aeoline 8'          | 3. Liebl. gedeckt 16' |
| 4. Hohlflöte 4'              | 4. Vox coelestis 8'    | 4. Principal bass 8'  |
| 5. Doppelflöte 8'            | 5. Quintaton 8'        | 5. Cello 8'           |
| 6. Gambe 8'                  | 6. Portunalflöte 8     | 6. Gedeckt bass 8'    |
| 7. Gemshorn 8'               | 7. Liebl.gedeckt 8     |                       |
| 8. Principal 8'              | 8. Traversflöte 4      |                       |
| 9. Bourdon 16'               | 9. Flautotraverso 4    |                       |
|                              | 10. Flautodolce 4      |                       |